# Stadion Miejski (Opole)
Das Stadion Miejski w Opolu (deutsch Städtisches Stadion in Oppeln, auch bekannt als Stadion Miejski „Odra“ oder Stadion Odry Opole) ist ein Fußballstadion in der polnischen Stadt Opole (deutsch Oppeln), Hauptstadt der gleichnamigen Woiwodschaft. Es wird vom MOSiR Opole (Miejskiego Ośrodka Sportu i Rekreacji Opole, deutsch Städtisches Sport- und Freizeitzentrum Oppeln) betrieben und war die Heimspielstätte des Fußballvereins Odra Opole. Die Anlage bietet auf der Haupttribüne 3300 Sitzplätze, davon sind 500 Plätze für die Gästefans reserviert.

## Geschichte
Das Städtisches Stadion wurde in der Zeit zwischen dem Ersten und Zweiten Weltkrieg als Oppelner Stadion erbaut, 1930 eröffnet, war es Spielstätte der damaligen Oppelner Fußballmannschaften. Nach dem Zweiten Weltkrieg wurde es neueröffnet und wird seitdem vom damals neu gegründeten Club Odra Opole genutzt. Die Flutlichtanlage kam erstmals am 17. April 1975 bei einem Spiel gegen Sparta Zabrze (2:0) zum Einsatz. Von 2000 an wurde das Stadion renoviert. Es wurde mit dem kompletten Umbau der Tribüne im Süden begonnen. 2002 verfügte das Stadion Miejski „Odra“ über 4500 Sitzplätze und ein neues Flutlicht mit 1600 Lux Beleuchtungsstärke. Die Tribüne reichte bald nicht mehr aus. Auf der Gegenseite im Norden sollte ein identischer Rang entstehen, dies wurde aus finanziellen Gründen verworfen. Dort befinden sich abgestufte, grasbewachsene Naturtribünen.

## Spiele der polnischen Fußballnationalmannschaft
Die polnische Fußballnationalmannschaft trat zu einem Länderspiel im Stadion Odry Opole an.
- 17. Apr. 1985: Freundschaftsspiel:  Polen –  Finnland 2:1 (0:0)[4]

Das Stadion war 1996 in der Auswahl für das Länderspiel am 4. September gegen die deutsche Fußballnationalmannschaft, die Wahl fiel aber auf das Ernst-Pohl-Stadion in Zabrze.

## Neubau
Von 2022 bis 2025 wurde die neue Stadion Itaka Arena errichtet. Es sollte 208,7 Mio. Złoty (rund 46,9 Mio. Euro) kosten und 11.600 überdachte Sitzplätze bieten. Das von den Architekturbüros 90 Architekci / GMT Sp. z o.o. entworfene Stadion sollte Ende 2024 fertiggestellt werden. Am Standort des alten Stadions soll nach dem Abriss ein Aquapark entstehen. Am 21. März 2025 wurde die neue Spielstätte mit einem Spiel gegen den 1. FC Magdeburg (1:1) eröffnet.